# Чарнковский, Войцех Сендзивой
Войцех Сендзивой Чарнковский (пол. Wojciech Sędziwój Czarnkowski; 1 января 1527, Пшемент — 21 февраля 1578, Варшава) — польский государственный деятель, генеральный староста великопольский (1563—1578), каштелян сантоцкий.

## Биография
Представитель польского шляхетского рода Чарнковских герба Наленч III. Родился 1 января 1527 года в Пшементе. Сын Сендзивоя Чарнковского (ум. 1532/1534), каштеляна пшементского, и Барбары Памповской, дочери Амброзия Памповского, воеводы серадзского. Братья — Ян Сендзивой (ум. 1561/1562), староста клецкий, Станислав Сендзивой (1526—1602), королевский референдарь, и Зигмунд Сендзивой (ум. 1578/1586).
Около 1554 года он женился на Ядвиге Серпской, дочери Анджея Серпского (1494—1572), воеводы равского. В браке родился сын Адам Сендзивой Чарнковский, воевода ленчицкий и староста генеральный великопольский.
Учился в университете Виттенберга в 1543 году. Он стал королевским придворным в 1552 году. В 1563—1569 годах занимал пост каштеляна Сантоцкого. С 1569 года — генеральный староста великопольский. Он был старостой Косьцяна с 1552 года, затем старостой Пыздр с 1571 года. В 1569 году он подписал Люблинскую унию между Польшей и Великим княжеством Литовским.
Депутат от Познанского и Калишского воеводств при Петркувском сейме 1562/1563 года, депутат от Познанского воеводства при Парчевском сейме 1564 года, также был депутатом на сеймах 1565, 1566, 1569 и 1574 годах. В 1575 году он подписал избрание австрийского эрцгерцога Максимилиана Габсбурга..